# 鯨魚爆炸
鯨魚爆炸（简称：鯨爆），指鲸鱼死后，其腐烂的器官会产生甲烷，氢硫化物等气体，这些气体会不断地在死去的鲸鱼体内聚集，导致体内压力增大，最终导致爆炸。

## 俄勒岡事件

### 搁浅
1970年11月9日，一头长约14米、重约8吨的抹香鲸尸体在俄勒冈州中部的佛罗伦斯海岸搁浅。當時的俄勒岡高速公路局（現稱俄勒岡輸運局）负责清理此海岸。在與美國海軍协商後，双方一致認為以爆破的方法處理鯨體最為合適，因为这更方便清運。

### 結果
这次爆破未能奏效：大量脂肪碎块被炸飞至岸边外，甚至击中了过往车辆；而且鲸鱼的大部分身体仍然保持完整，导致俄勒冈高速公路局依旧无法清理掉它的尸体。

## 臺南事件

### 擱淺
2004年1月24日，一頭身長17公尺、體重50噸、並略腐敗的雄性抹香鯨於臺灣雲林縣臺西鄉海岸擱淺而死。相關單位動員平板卡車、3輛起重機及50位以上的人員，耗時13小時才將此抹香鯨裝運上車，以公路方式運送。由於時值農曆正月期間，鯨魚擱淺後，吸引本地民眾圍觀，當地更以道教儀式超渡鯨屍。臺灣英文報紙《Taiwan News》報導：「雲林民眾聚集600多人，忍著低溫寒風，祇為一見鯨魚滿足好奇心」、「事件也吸引攤販前來擺攤，一時之間，食物、飲料紛紛擺了出來。」

### 運送
時任國立成功大學生物系教授兼台江鯨豚救援小組負責人王建平原先計劃將鯨魚運至位於臺南市中心的成功大學校內，进行解剖研究。但在校方拒絕後，轉而移至安南區的四草野生動物保護區。運送時間本挑定在凌晨，以減少對民眾干擾。但在路途上，呈現半腐敗狀態的鯨屍於臺南市中心西門路小北夜市附近自體爆裂。其爆裂程度非常壯觀，週遭的商店、目擊者及車輛皆被鯨魚的鮮血、內臟擊中，惡臭四溢。市府聞訊也緊急派出清潔隊持續消毒收拾善後，大約半日的時間才告清掃完畢。
雖然鯨魚已爆裂，學者並未放棄後續解剖研究計畫。1年後，王教授利用鯨魚遺體製作骨骼標本。安裝後的標本與內臟在2005年4月8日起在四草的台江鯨豚館展示，其中，由於骨架標本進行展示後曾受到遊客損毀，因此則一度送回成功大學修管，直到2022年，骨架標本才正式於成功大學安南校區新成立的南瀛海洋保育教育中心進行保存展示，未來則規劃開放團體預約參觀。

## 其他
鯨魚屍體定期會使用炸藥處理；然而，鯨魚通常首先被拖出海。其中政府批准的爆炸事件曾發生在南非、冰島和澳大利亞。
- 南非曾發生了多起對於鯨魚屍體的受控爆炸。2001年8月6日，在伊莉莎白港以西25英里（40公里）處，一頭擱淺的座頭鯨被使用炸藥炸死。而2005年9月15日，在開普敦附近擱淺的一頭南露脊鯨被當局通過引爆炸死亡，當局表示無法拯救鯨魚，並在國際捕鯨委員會的建議下使用炸藥，以免對航運造成危害。2004年9月20日，在邦扎灣發生了另一次爆炸，當時一頭成年座頭鯨在擱淺後死亡，為了使這頭鯨魚的屍體回歸大海，當局將它拖到海裡，並在在上面貼上炸藥，然後再遠距離引爆。[11]
- 2005年6月5日，冰島海港一頭鯨魚屍體在一次爆炸中一分為二。
- 2010年9月2日，一頭31.2英尺（9.5公尺）的座頭鯨，在西澳大利亞州奧爾巴尼市附近擱淺約兩週，最終被環境與保護部使用炸藥殺死。該部門曾計劃讓鯨魚自然死亡，但在它重新擱淺後才決定用炸藥殺死它。[12]
- 2013年11月26日，一頭抹香鯨屍體在法羅群島東海岸的前捕鯨站爆裂，當局採取了一些措施，通過在其皮膚上穿孔來避免更大的爆裂。爆炸的瞬間被法羅群島國家廣播公司所紀錄。[13]
- 2014年4月，位於加拿大紐芬蘭與拉布拉多省特勞特河的官員表示，對於一頭被沖上岸的藍鯨屍體表示擔心，因為它的身體因體內氣體，已膨脹到正常大小的兩倍。[14]
- 2016年1月，在英國斯凱格內斯附近的林肯郡海岸，因擱淺而死亡的三頭抹香鯨中得其中一頭。在一名海洋生物學圖進行驗屍時，因屍體中積聚的氣體而爆裂，引起了巨大的空氣爆炸。[15]

## 外部連結
- KATU Channel 2 —— about the Oregon Exploding Whale（页面存档备份，存于）
- 《北市時報》的報道同相片——Taipei Times image of an exploded whale（页面存档备份，存于）
- 鯨爆主題曲——Song about the Oregon exploding whale